# Estadio de Crucecita
El Estadio Independiente, conocido popularmente como Crucecita, fue un recinto deportivo propiedad del club homónimo, ubicado en la localidad bonaerense de Crucecita, Argentina. Situado en la avenida Mitre 1900, fue inaugurado el 9 de julio de 1911 con un partido amistoso entre Independiente y Estudiantil Porteño, que finalizó 1–0 a favor del equipo local. 
Nunca tuvo un nombre oficial, pero fue conocido como «Crucecita» y, en ocasiones, «Crucecita Oeste» para diferenciarlo de la cancha que Independiente tuvo en la calle Ocantos 540 entre 1907 y 1911, a veces llamada «Crucecita Este», antes de la inauguración de este recinto. El nombre hacía referencia a la localidad y barrio donde se encontraba, cerca del arroyo de la Crucecita.
Funcionó hasta 1928, año en el que Independiente se mudó a la Doble Visera, en la intersección de las calles Alsina y Almirante Cordero (hoy Ricardo Enrique Bochini) en la ciudad de Avellaneda. 

## Historia
Anteriormente, el club había tenido un terreno sobre Manuel Ocantos y Estanislao del Campo, donde el equipo jugó de 1907 a 1911. Ese mismo año el club se mudó a Avenida Mitre y Lacarra donde alquiló un terreno para construir un estadio. La nueva sede fue inaugurada el 9 de julio de 1911 con un partido ante CA Estudiantil Porteño, ganado por Independiente 1-0, con una asistencia de 4.000 espectadores.
El estadio fue la sede de Independiente para sus partidos en División Intermedia. Cuando Independiente ascendió a Primera División y debutó en el campeonato de 1912, Crucecita también fue la sede de sus partidos en casa.
Cuando Racing y San Isidro jugaron un desempate para definir al campeón de la liga de 1915 después de que ambos equipos se hubieran repartido el primer puesto, Crucecita fue la sede elegida. Racing ganó 1-0 convirtiéndose en campeón de Primera Divsisión.
El 4 de agosto de 1923, las gradas oficiales fueron destruidas por un incendio. Se sustituyó por una tribuna de hierro y madera sin techo. En 1925 Independiente hizo una oferta para comprar el terreno, pero fue rechazada. Posteriormente, el club adquirió otro terreno ubicado en las calles Alsina y Cordero, cerca del Estadio Racing Club . En ese terreno, Independiente inició la construcción de su nueva sede, optando por materiales ignífugos tras la mala experiencia de 1923.
En la Doble Visera se colocaron algunas de las gradas de madera de Crucecita. El nuevo estadio sería inaugurado en 1928.